# Constant false alarm rate
Constant false alarm rate (CFAR) — literalment "taxa constant de falses alarmes" en anglès— són un tipus d'algorismes adaptatius que solen emprar-se en sistemes radar amb l'objectiu de detectar blancs en presència de soroll, clutter i interferències. Altres tècniques CFAR es basen en algorismes no adaptatius. Els detectors CFAR no adaptatius es coneixen a vegades com a "detectors CFAR clarividents".

## Principis
En un sistema radar ha de determinar-se un llindar de potència elèctrica a partir del qual un ressò rebut es considera un objectiu. Si aquest llindar és baix, llavors més blancs seran detectats a costa d'incrementar el nombre de falses alarmes. Per contra, si el llindar és alt, llavors es detectaran menys blancs però el nombre de falses alarmes serà també baix. En la major part dels sistemes el llindar es fixa per tal d'arribar un percentatge determinat de falses alarmes.
Si l'entorn que envolta a un blanc és constant en funció del temps i l'espai, llavors es pot triar un llindar fix per aconseguir aquesta probabilitat de falsa alarma desitjada. Aquesta es calcula assumint que el soroll ambiental segueix una funció de densitat de probabilitat determinada, generalment una distribució normal. La probabilitat de detecció és aquest caso funció de la relació senyal/soroll del ressò rebut. No obstant això, en la major part dels entorns, diferents fonts d'interferències i clutter ocasionen canvis en el nivell de soroll, tant temporal com espacialment. En aquestes situacions, cal elevar o baixar el llindar de forma dinàmica per mantenir la probabilitat de falsa alarma constant. A això se li anomena detecció CFAR.

## CFAR mitjançant mitjana de cel·les
En la major part dels sistemes CFAR es divideix la zona de cobertura radial en cèl·lules. El llindar es calcula fent una estimació del nivell del fons de soroll al voltant de la cèl·lula que s'està estudiant. Això pot fer-se prenent un conjunt de cèl·lules al voltant de la mateixa i fent la mitjana potències. Per evitar falsejar aquesta estimació amb potència procedent de la pròpia cel·la solen ignorar-se les cel·les immediatament adjacents ("cèl·lules de guarda"). Si la potència detectada en una cèl·lula és alhora major que la potència en cèl·lules adjacents i que la potència de soroll estimada mitjançant la mitjana, llavors es considera que en aquesta regió espacial hi ha un blanc. Això es coneix com a CFAR per mitjana de cel·les (CA-CFAR).
Altres variacions consisteixen a calcular mitjanes separades per a les cel·les a la dreta i a l'esquerra de la cel·la d'interès, i usar la major (GO-CFAR) o la menor (EL-CFAR) d'elles com a nivell de soroll en la cel·la d'interès.

## Tècniques avançades
Altres algorismes CFAR més sofisticats poden seleccionar adaptativament el llindar duent a terme un estudi estadístic bastant rigorós de l'entorn en el qual es desitgen detectar blancs. Això és particularment comú en aplicacions de vigilància marítima, perquè el clutter marítim és molt irregular i no es pot modelar correctament amb una funció densitat de probabilitat gaussiana. Constitueix un problema de detecció difícil, perquè no és fàcil diferenciar ressons procedents de les rugositats de la superfície del mar d'aquells procedents, per exemple, de periscopis. El clutter marítim se sol modelar amb distribucions K.